# Marché de Cavaillon
Le marché de Cavaillon est né et s'est développé au XIXe siècle à partir de la commercialisation du melon de Cavaillon. Grâce au chemin de fer naissant, il approvisionne tout le nord de la France. Dans un premier temps il est doublé le jeudi et devient quotidien au cours de l’été 1892 lorsque s'y ajoutent d'autres productions maraîchères.

## Historique
Cavaillon s'est bâti sa renommée grâce à des cucurbitacées. Le cantaloup ovale, lourd et à grosses côtes, premier melon, connu dès le Moyen Âge, fit la réputation de la cité cavare puis, à partir de 1825, s'y ajouta la culture du charentais.
Les innovations des méthodes culturales du XIXe siècle bénéficièrent ici d'un réseau d'irrigation soigneusement mis en place et entretenu depuis des siècles. Sur les terres fertiles entre le sud du Luberon et la Durance, la production maraîchère connût alors un grand essor et devint le pivot de l’économie cavaillonaise. Essor d'autant plus important que les primeurs bénéficient du réseau ferroviaire du PLM, mis en service dès 1868, qui permet d'approvisionner rapidement des métropoles comme Lyon et Paris.
Les marchés de Cavaillon sont prospères. Ils se tiennent désormais sur la place du Clos où producteurs et marchands se retrouvent quotidiennement dès 1892. Elles s'entoure de bars et de cafés qui deviennent une base logistique des maisons d’expédition. Le marché de gros s'y tient entre 3 heures et 11 heures du matin. 
En 1894, la productivité augmente et les vendeurs et les acheteurs qui le fréquentent, commercialisent une colossale quantité de fruits et légumes. Ce succès ne se dément pas jusqu'au milieu du XXe siècle. Pour augmenter la surface du marché, on arrache même les 20 derniers platanes de la place en 1957. Comme cela reste insuffisant, l’idée d’un marché gare germe et entre dans la réalité le 18 octobre 1963. Le marché d'intérêt national est créé en 1965 sur l’emplacement du marché aux raisins qui, depuis 1950, jouxte l'hippodrome de la Durance, il couvre alors sept hectares.

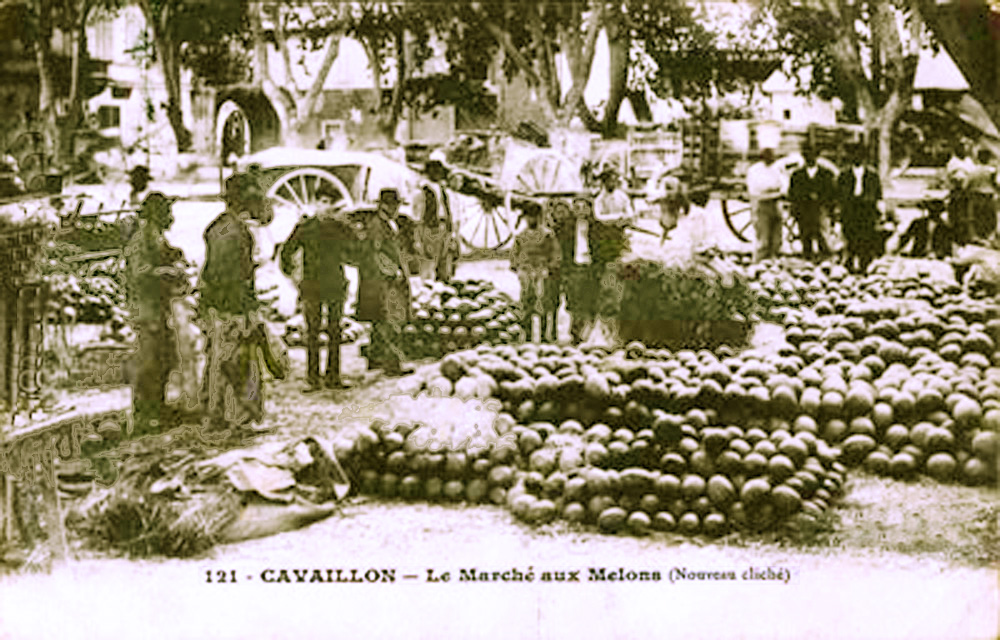
Le marché aux melons à Cavaillon au début du XXe siècle
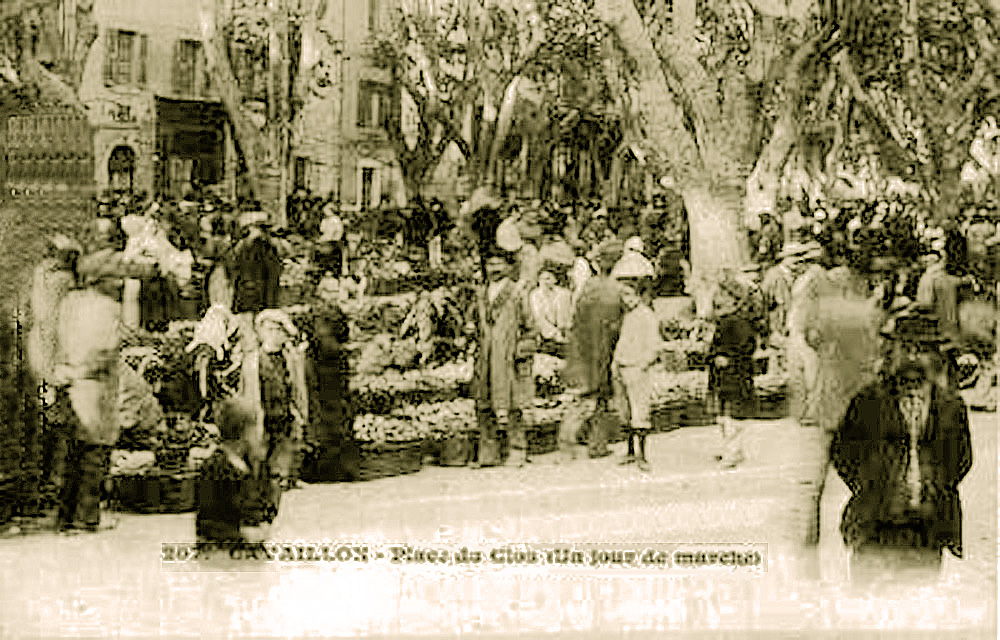
Jour de marché à la place du Clos
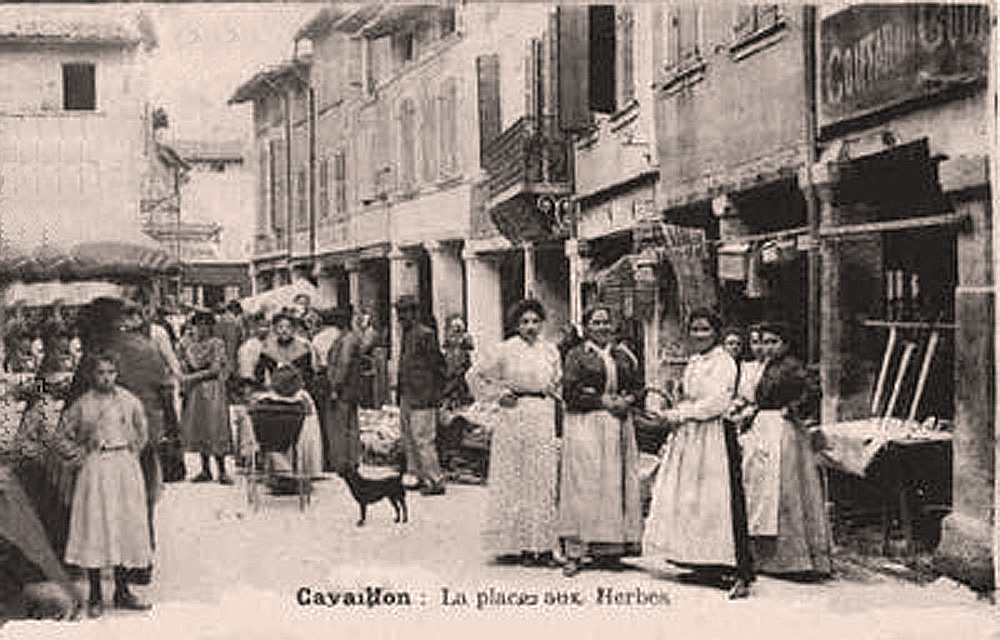
Marché de la Place aux herbes
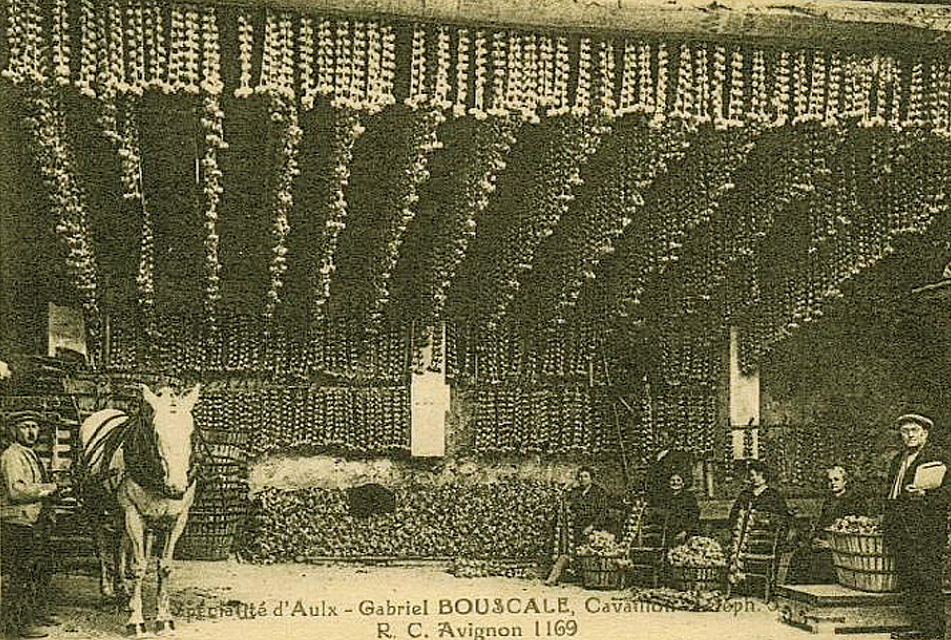
Marchand d'aulx à Cavaillon
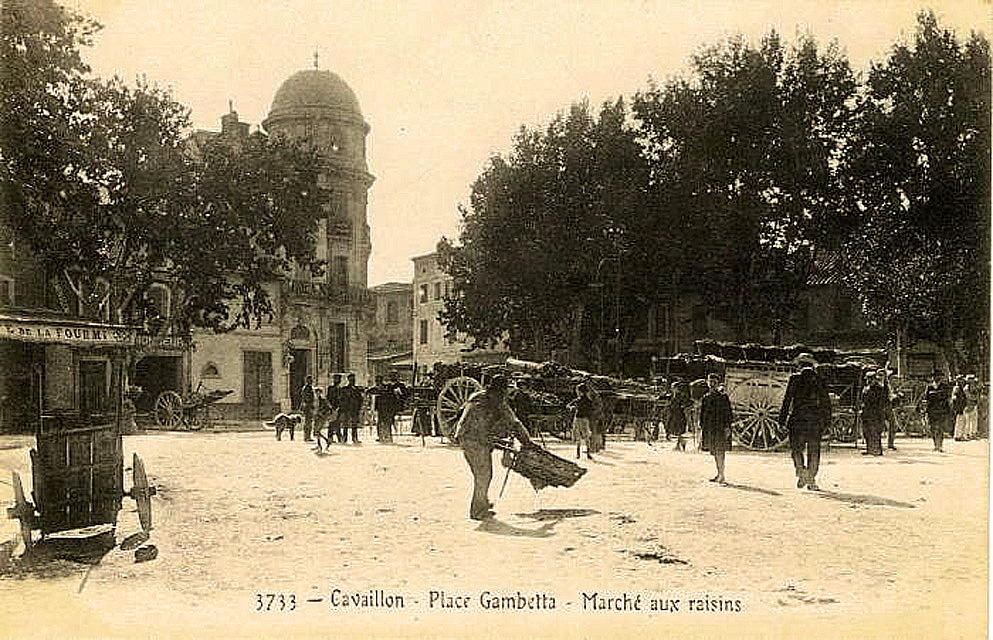
Marché aux raisins, place Gambetta

## Les trois marchés de Cavaillon

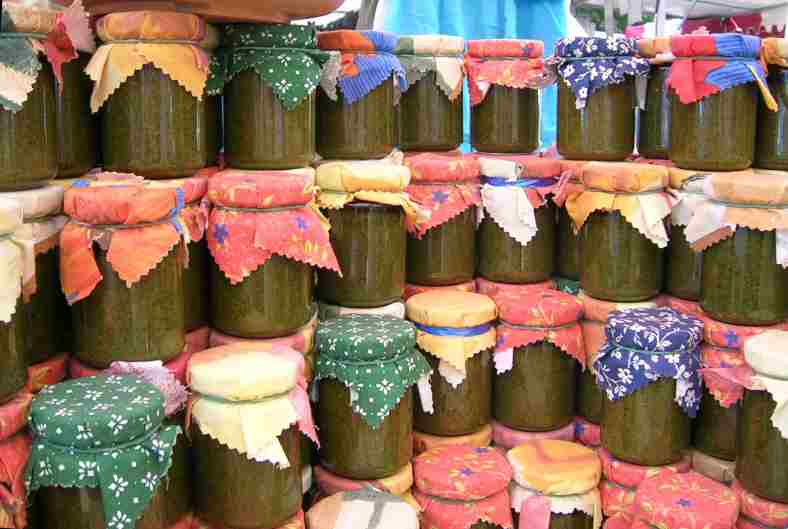
Conserves de légumes
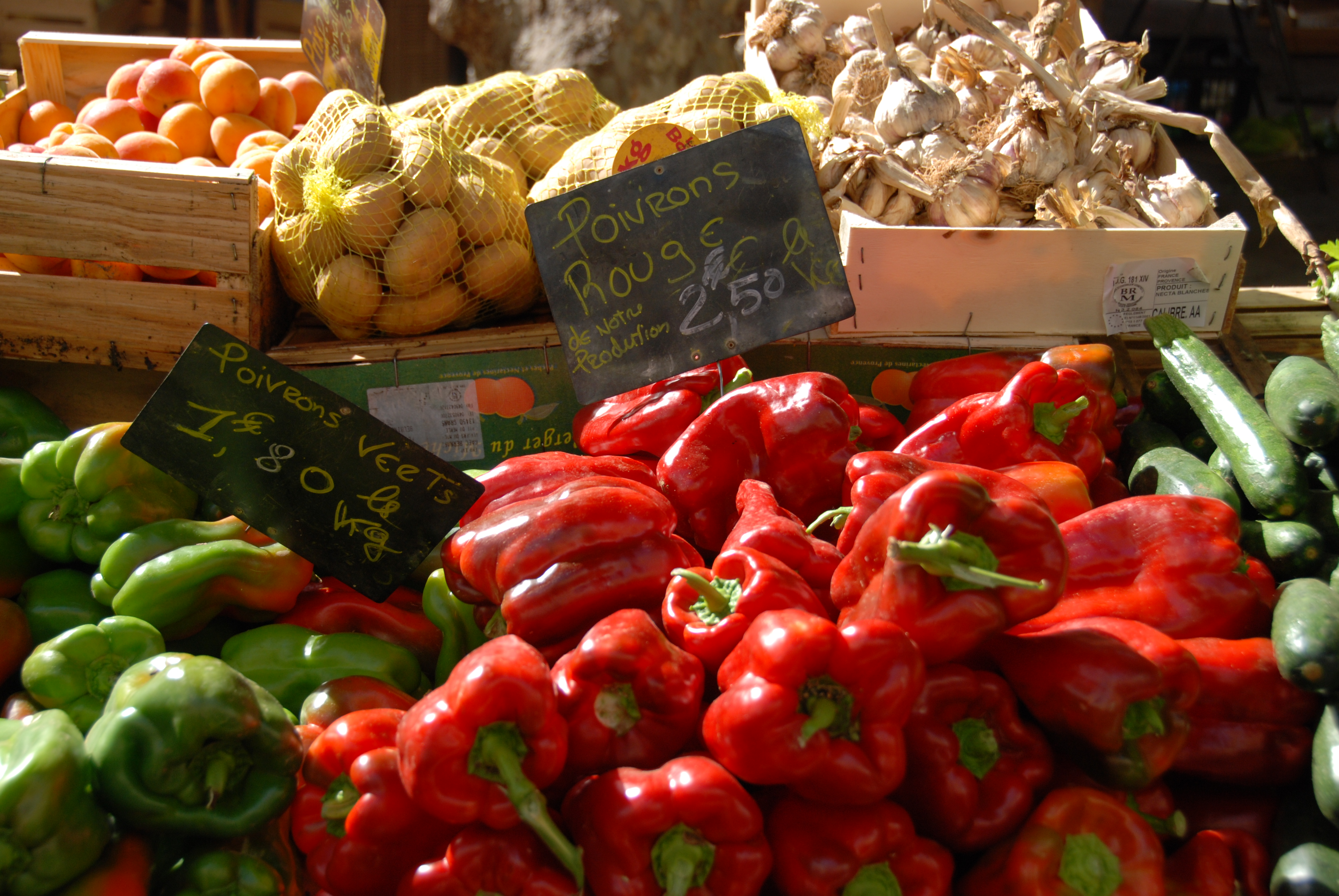
Poivrons verts et rouges
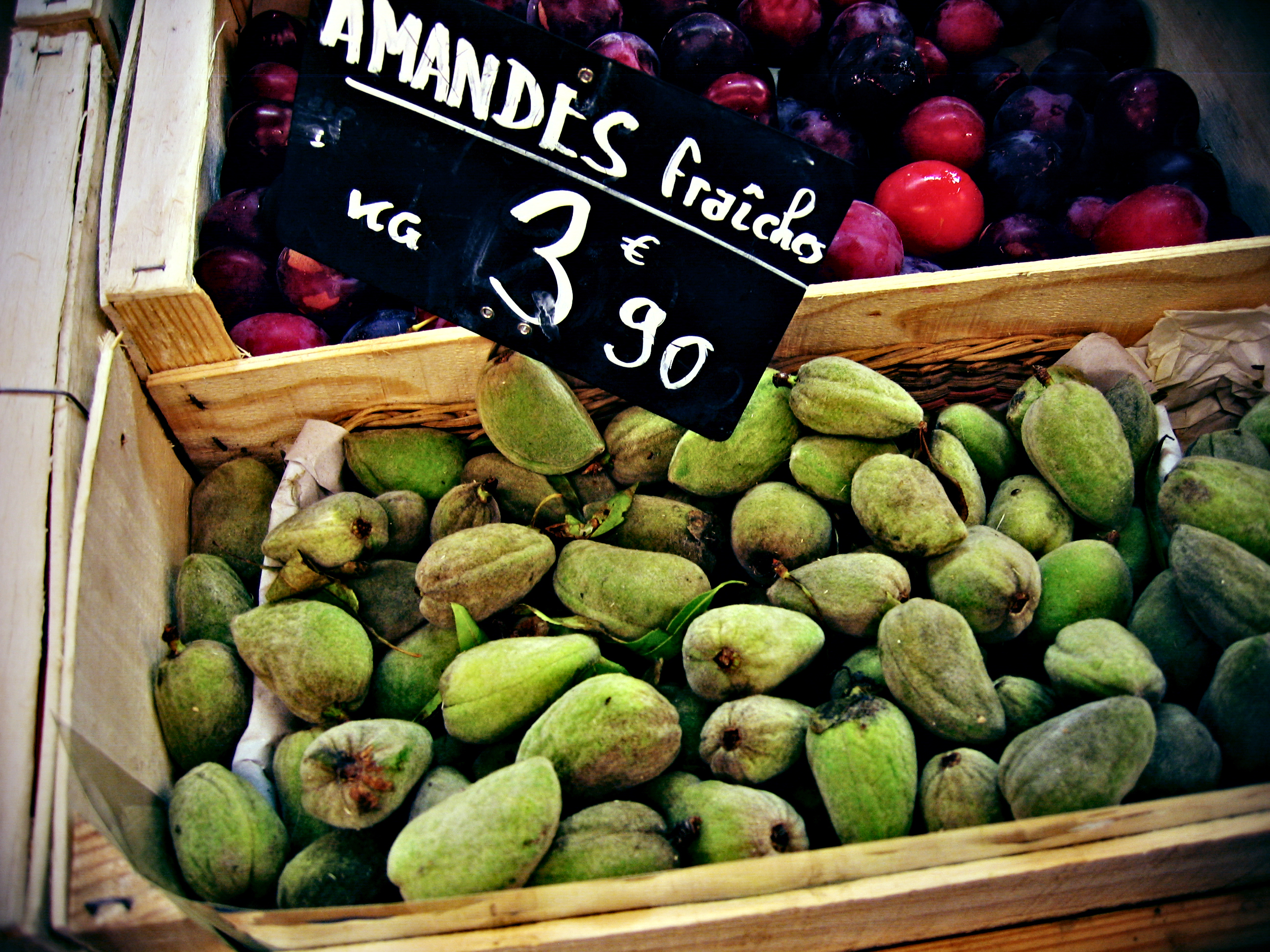
Amandes fraîches

Après ce transfert, la place du Clos est devenue le lieu du marché hebdomadaire du lundi à Cavaillon où se regroupent près de 200 forains. Celui-ci s'étend jusqu'au cours Bournissac et la place aux Herbes, derrière la mairie, où est concentrée la majeure partie de produits alimentaires. Chaque année, à la mi-juillet, le marché s’associe à ’’Melons en Fêtes’’ et offre une dégustation de melons. Un autre marché se tient tous les vendredis de l’année sur la place des Fêtes (dite du Docteur Ayme) de 8 heures du matin à midi avec une quarantaine de forains.

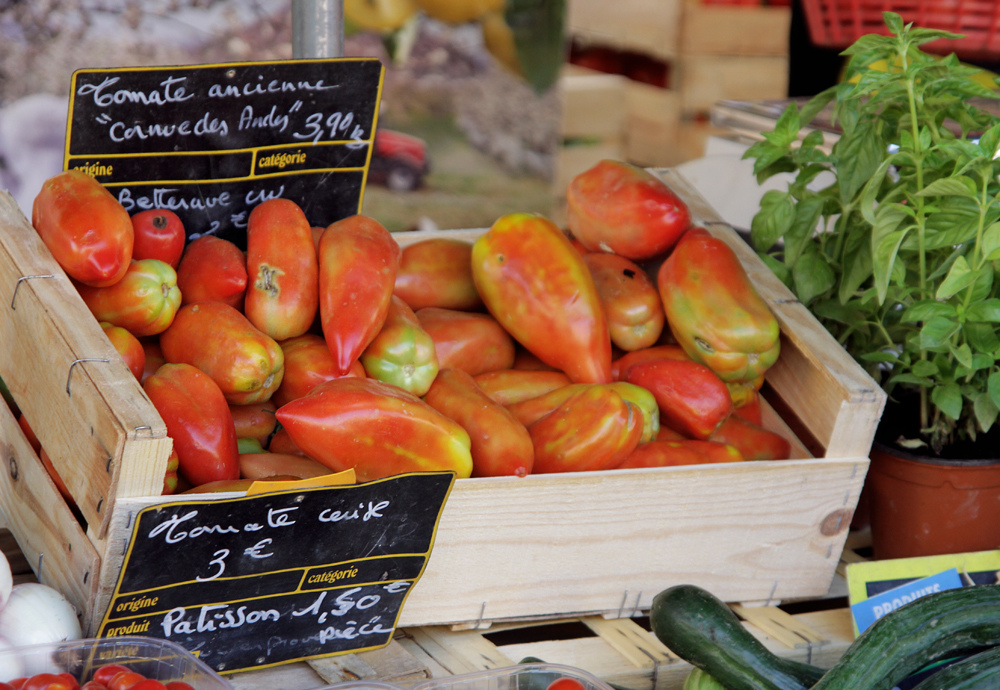
Tomates anciennes
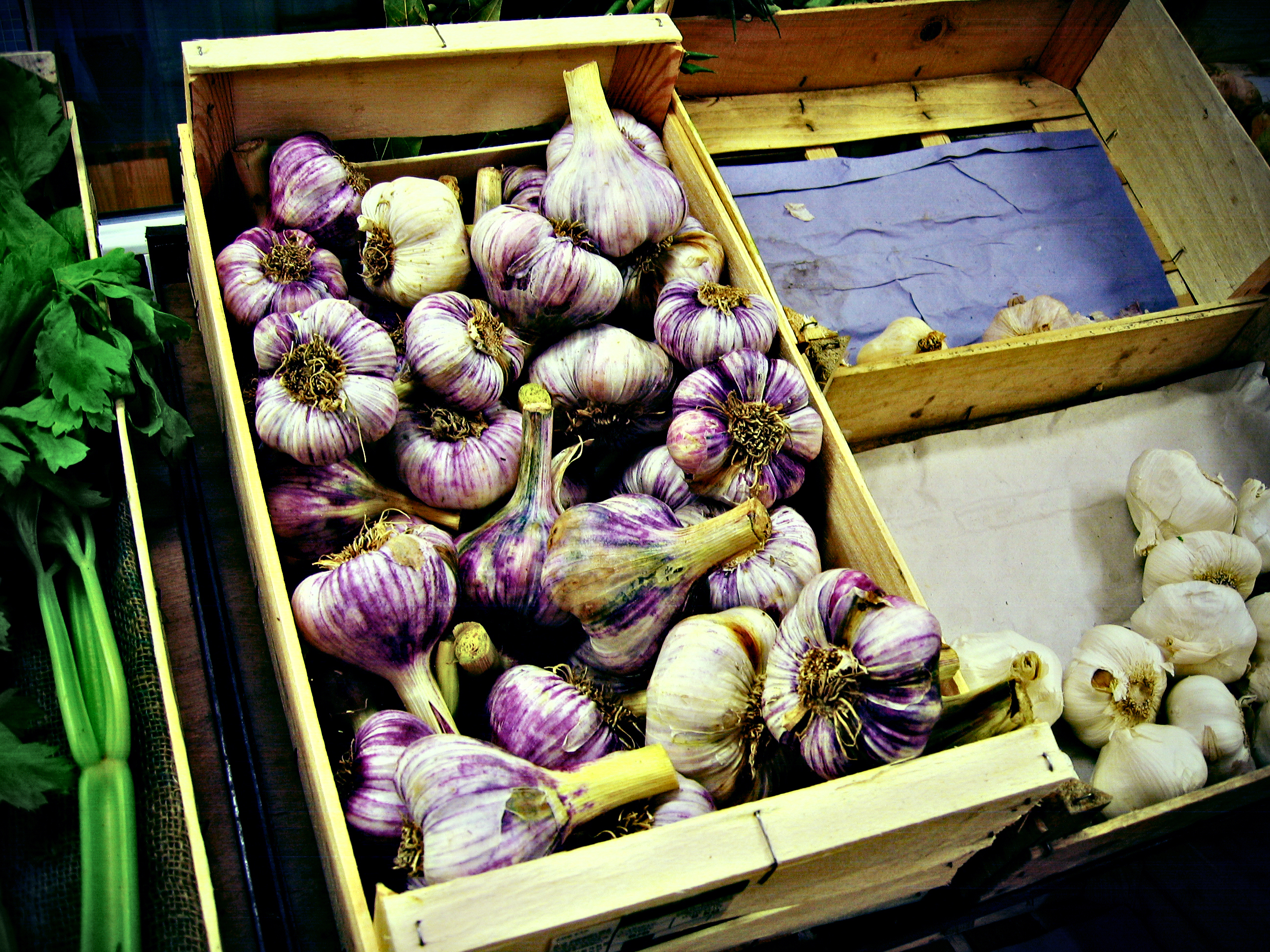
Ail nouveau
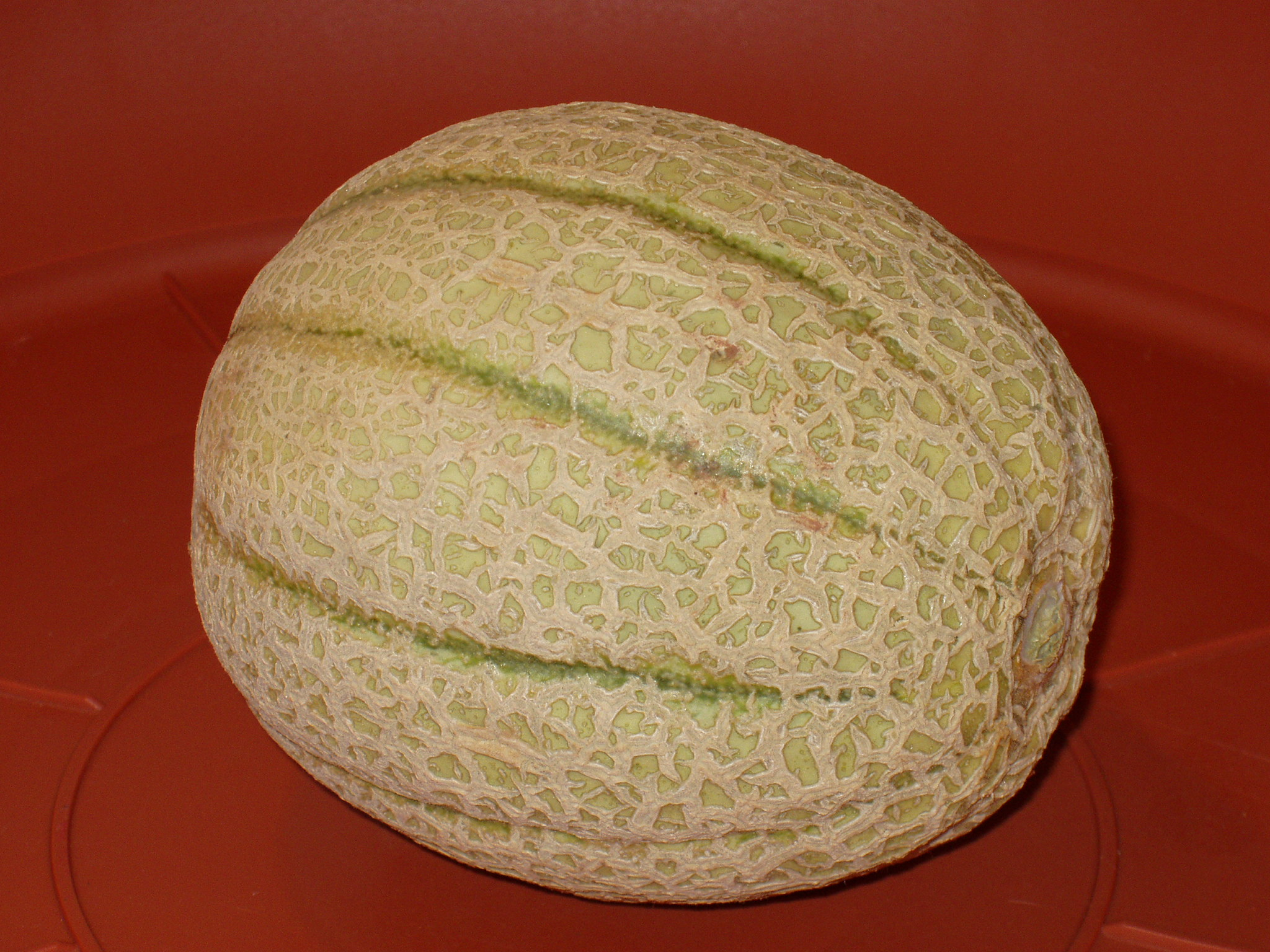
Melon cantaloup

De plus, d'avril à la mi-octobre, place du Clos, tous les jeudis soir, de 17heures à 19heures, se tient le marché des producteurs de Cavaillon qui proposent des produits frais et de saisons. Chaque mois, un produit est mis à l’honneur et un restaurateur est présent chaque semaine. Son rôle est de préparer et faire déguster des mets à base du produit choisi.